# Hans-Uno Bengtsson
Hans-Uno Bengtsson, född den 12 maj 1953 i Laholm, död den 18 maj 2007 i Lund, var en svensk teoretisk fysiker. Han var även känd som föreläsare, författare och översättare av populärvetenskaplig litteratur. 

## Biografi

### Akademisk karriär
Bengtsson läste medicin och fysik i Lund och var som doktorand verksam vid Nordita, Nordiska institutet för teoretisk atomfysik, då i Köpenhamn och i den grundläggande fysikutbildningen i Lund. Han disputerade 1983 i teoretisk fysik. Han blev gästprofessor vid University of California i Los Angeles, där han tre år i rad erhöll utmärkelsen "Outstanding Teacher". 
Hans första fasta svenska tjänst blev som universitetslektor i Uppsala med fortsatt forskning kring elementarpartiklar, speciellt Higgsbosonen. Här utvecklade han sin förmåga som popularisator och förmedlare av vetenskaplig forskning.
Bengtsson återvände till ett universitetslektorat vid Lunds universitet, där han blev docent och under en tid studierektor för Institutionen för teoretisk fysik; hans huvudsakliga gärning var i grundutbildningen. Bengtsson var även författare av ett stort antal läroböcker och populärvetenskapliga verk. Han har översatt såväl böcker om fysik som skönlitteratur, bland annat romaner av Stephen Fry.
Bengtsson gjorde sig känd bland annat för att på ett humoristiskt sätt (och ibland genom att uppträda som fakir) förklara fysikaliska fenomen från såväl vardagslivet som vetenskapens frontlinjer. Han erhöll pedagogiska priser, däribland Årets folkbildare 1993 och Forskningsrådsnämndens Rosén-pris 1996, för sin populärvetenskapliga gärning.

### Andra aktiviteter
Bengtsson var verksam i ett stort antal sällskap, bland annat Sällskapet CC (där han var stormästare från 2001), Skånska Akademien, Fritiof Nilsson Piraten Sällskapet, Lukasgillet, Gammeldanskens Vänner, och Samfundet SHT. Han sommarpratade i Sveriges Radio P1. Bengtsson finns också representerad i Nasoteket på Akademiska Föreningen i Lund såsom näsa nr 120 med epitetet "FysikFakir". På våren 1997 kom han till Vasaskolan i Gävle för att hålla ett föredrag på de så kallade naturvetarkvällarna. I samband med detta så passade Naturvetenskapliga Föreningen på att kalla honom till hedersmedlem vilket han accepterade. I samband med Siste april 2007 blev han hedersledamot i den lundensiska spexsammanslutningen Uarda-akademien. 
Bengtsson var en ivrig amatörflygare med en delägd Piper Cub J-3, SE-AWL, från 1943 och körde en Norton av 1949 års modell.

### Personliga förhållanden
Bengtsson tillhörde den så kallade Långarydssläkten; han hade två barn. Våren 2007 diagnostiserades han med cancer och avled två månader senare. Han jordfästes den 7 juni 2007 i Sankt Peters Klosters kyrka med Anders Svenningsen som officiant. Därefter genomförde flygarkamrater en så kallad Missing man formation i luften över kyrkan.
Han ligger begravd på Fredentorps begravningsplats.